# Snoras
Snoras var en av Litauens största banker, och befinner sig sedan 25 november 2011 i ett konkursförfarande.
Banken har tio provinskontor, 250 kassaställen och 330 sedelautomater över hela Litauen, filialer i Estland, Lettland samt representationskontor i Belgien, Tjeckien, Ukraina och Vitryssland.
Snoras grundades 1992 som Šiauliai provinsbank (Šiaulių regioninis bankas) men lade 1993 "Snoras" till namnet och heter sedan 1995 enbart Snoras. Den var ursprungligen en affärsbank, men fick 1996 även tillstånd att öppna sparkonton. Tio år senare hade den 790.000 kunder. Banken ägs sedan 2007 till 68 % av ryska Konversbank som tillhör Vladimir Antonov och 25 % av bankdirektören Raimondas Baranauskas. Återstående aktier handlas på Vilniusbörsen. En viktig affärskund är Lukoil Baltikum.
I november 2011 upptäckte Litauens centralbank oegentligheter i Snoras, då påstådda säkerheter i utländska finansinstitutioner visade sig saknas. Detta ledde till att huvudägaren Vladimir Antonov efterlystes för bedrägeri, och greps i London. 25 november 2011 lät centralbanken Snoras gå i konkurs.